# Noël Chabanel
Noël Chabanel, in italiano Natale Chabanel (Saugues, 2 febbraio 1613 – Midland, 8 dicembre 1649), è stato un religioso francese della Compagnia di Gesù, missionario presso gli indiani dell'America del Nord.
Entrato nella Compagnia di Gesù a Tolosa, venne ordinato prete e fu professore di retorica presso alcuni collegi dell'ordine. Nel 1643 venne inviato come missionario presso gli uroni in Canada: nel 1649 il villaggio dove svolgeva il suo apostolato venne attaccato dagli irochesi, che erano in guerra con gli uroni. Il suo confratello Carlo Garnier venne ucciso durante l'assedio; Chabanel tentò la fuga, ma venne ucciso da un urone.
Appartiene al gruppo degli otto martiri canado-americani proclamati santi nel 1930 da papa Pio XI.